# Medalha E.B. Wilson
A Medalha E.B. Wilson (em inglês:  E. B. Wilson Medal) é uma condecoração de mais elevada honraria da American Society for Cell Biology. É denominada em memória de Edmund Beecher Wilson.

## Recipientes
- 1981 – Daniel Mazia, George Palade (Nobel de Fisiologia ou Medicina 1974), Keith Roberts Porter
- 1982 – Charles Philippe Leblond, Alex Benjamin Novikoff
- 1983 – Joseph Grafton Gall, Hugh Huxley
- 1984 – Harry Eagle, Theodore Puck
- 1985 – Hewson Swift
- 1986 – Günter Blobel (Nobel de Fisiologia ou Medicina 1999), David Domingo Sabatini
- 1987 – Marilyn Farquhar
- 1988 – Elizabeth Hay
- 1989 – Christian de Duve (Nobel de Fisiologia ou Medicina 1974)
- 1990 – Morris Karnovsky
- 1991 – Seymour Jonathan Singer
- 1992 – Shinya Inoué
- 1993 – Hans Ris
- 1994 – Barbara Gibbons, Ian Gibbons
- 1995 – Bruce Nicklas
- 1996 – Donald David Brown
- 1997 – John C. Gerhart
- 1998 – James Edwin Darnell, Sheldon Penman
- 1999 – Edwin Taylor
- 2000 – Walter Neupert, Gottfried Schatz
- 2001 – Elizabeth Blackburn (Nobel de Fisiologia ou Medicina 2009)
- 2002 – Avram Hershko (Nobel de Química 2004), Alexander Varshavsky
- 2003 – Marc Kirschner
- 2004 – Thomas Dean Pollard
- 2005 – Joan Steitz
- 2006 – Joel Rosenbaum
- 2007 – Richard Hynes, Zena Werb
- 2008 – Martin Chalfie (Nobel de Química 2008) e Roger Tsien (Nobel de Química 2008)
- 2009 – Peter Walter
- 2010 – Stuart Kornfeld, James Rothman (Nobel de Fisiologia ou Medicina 2013), Randy Schekman (Nobel de Fisiologia ou Medicina 2013)
- 2011 – Gary G. Borisy, J. Richard McIntosh, James Spudich
- 2012 – Susan Lindquist
- 2013 – John R. Pringle
- 2014 – Peter Satir, Bill Brinkley, John Heuser
- 2015 – Elaine Fuchs
- 2016 – Mina Bissell
- 2017 – Franz-Ulrich Hartl, Arthur Horwich
- 2018 – Barbara Jean Meyer